# Ana Maria (revista)
Ana Maria é uma revista semanal lançada em outubro de 1996 no Brasil, publicada pela Editora Abril (hoje é publicada pela Editora Perfil).
A revista foi criada tendo como público alvo as mulheres das classes B e C. Os assuntos principais são culinária, família, dietas, moda e beleza.
Apesar do título, a revista não tem qualquer relação com a apresentadora de TV Ana Maria Braga. O título foi escolhido por serem Ana e Maria dois dos nomes de mulheres mais populares no Brasil.